# José Miguel Carrera Fontecilla
José Miguel Carrera Fontecilla (Paraná, Argentina; 1821-Lima, Perú; 9 de septiembre de 1860) fue un político y militar chileno, hijo del prócer de Chile José Miguel Carrera Verdugo y de Mercedes Fontecilla Valdivieso.

## Primeros años de vida
Nacido en la capital entrerriana durante el exilio de su padre, regresó a Chile junto a su madre y familia luego de la abdicación del Director Supremo Bernardo O'Higgins, enemigo de los Carrera. Estuvo presente también en la repatriación y funeral con honores de los restos de su padre y sus tíos Juan José y Luis el 13 de junio de 1828 en Santiago.
Carrera estudió en la Academia Militar de Chile durante su infancia (aunque la voluntad de su padre era que fuese educado en los Estados Unidos bajo el cuidado de su amigo David Porter) y más tarde fue nombrado Edecán del expresidente de Chile Francisco Antonio Pinto. 

## Matrimonio e hijos
Casado con Emilia Pinto Benavente en el 25 de junio de 1839, tuvo 8 hijos, entre ellos el héroe del Combate de Concepción, Ignacio Carrera Pinto. También destaca su hermano don Luis Carrera Pinto (Santiago, 13 de febrero de 1858 – Santiago 5 de julio de 1926) quien fue padre de Francisco Carrera Fuentealba (Concepción 1870 – Concepción 1959) y este padre de Don Antonio Carrera Mella (Concepción 14 de mayo de 1899 - 20 de junio de 1959), la unión de don Antonio Carrera Mella y Doña Rosa Aedo nacieron 4 hijos, Antonio, Ernesto, José Francisco y Fernando, siendo este último hermano que aun vive.

## Vida pública
Durante las décadas siguientes, Carrera es influenciado por ideas liberales, conceptos que lo motivan a unirse a la Sociedad de la Igualdad, grupo revolucionario donde conoce, entre muchas personalidades de la época, a Benjamín Vicuña Mackenna, con quien cultiva una estrecha amistad.
Como miembro de la Sociedad, participó en el movimiento en contra del Gobierno conservador efectuado en las Revoluciones de 1851 y 1859. Tras el fracaso del Motín de Urriola (20 de abril de 1851), escapó a La Serena donde, junto a Vicuña Mackenna y el coronel Justo Arteaga Cuevas, organizó una insurrección que cayó derrotada en la Batalla de Petorca, posteriormente se haría parte de la resistencia en el Sitio de La Serena.
Una vez vencida la causa de la revolución, Carrera se vio forzado a huir al Perú. Regresó a Chile en 1859 para liderar guerrillas en contra del Presidente Manuel Montt. En esta ocasión, sus huestes fueron completamente derrotadas por las tropas de Félix de la Cuadra en Rancagua. Vencida la revolución de forma simultánea en Cerro Grande, Maipón y Pichinguao, se decretó sentencia de muerte contra Carrera, por lo que éste se exilió a Lima, lugar donde murió en 1860 debido a una enfermedad hepática. Sus restos fueron repatriados en 1863.
Durante su vida, ayudó a Benjamín Vicuña Mackenna con su obra El ostracismo de los Carrera, donde narra los últimos años de los hermanos Carrera.